# Vissersvloot Nieuwpoort

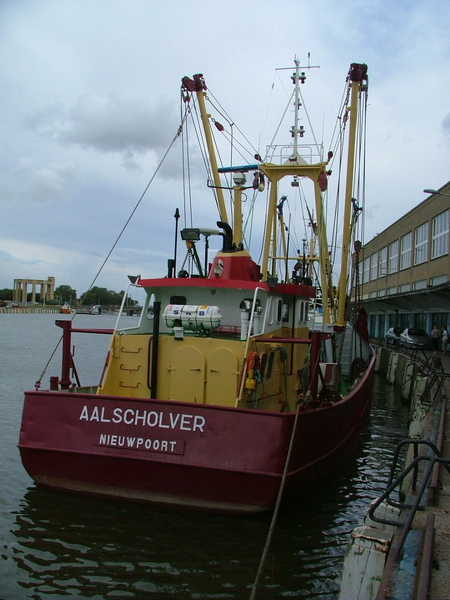
De N.93 Aalscholver

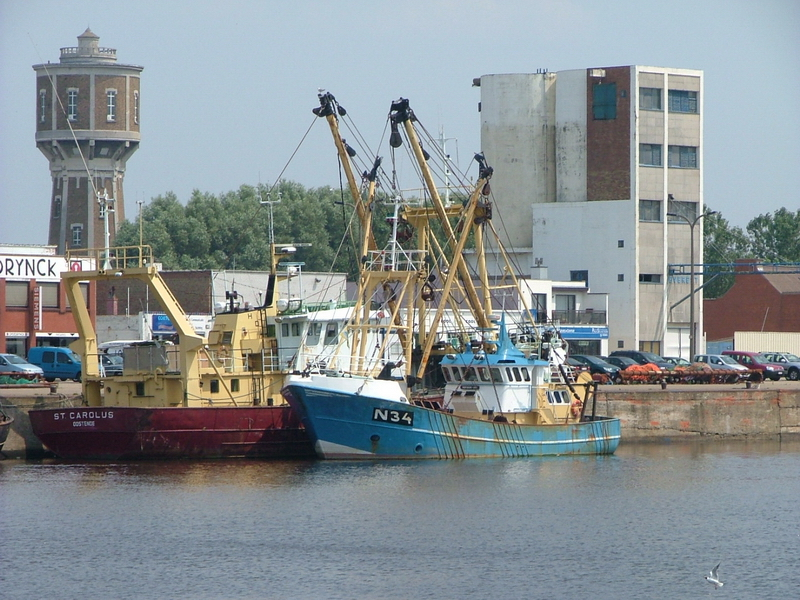
De N34 Northern Sky. Momenteel niet meer in de vaart

De Nieuwpoortse vissersvloot is al vele eeuwen van groot belang voor Nieuwpoort en de Vlaamse visserij. In de voorbije eeuwen is Nieuwpoort meermaals een van de meer belangrijke vissershavens van het gebied geweest. Een keure van 1163 bevat de belastingsvoeten die op de vangst van haring, makreel, zalm, kabeljauw, schelvis, pladijs, bot, rog en paling geheven werden. Nieuwpoort en zijn haven werden meermaals belegerd, en onder meer de blokkade door de Nederlandse Staatse vloot in de 16e eeuw bemoeilijkte de visvangst. Anderzijds werd vanuit Nieuwpoort, evenals vanuit Duinkerke meermaals kaapvaart op de handelsvloot van de Republiek der Zeven Verenigde Nederlanden georganiseerd, wat leidde tot de strafexpeditie van Maurits van Oranje die zijn afloop kende op 2 juli 1600 met de Slag bij Nieuwpoort. 
Het belang van de Nieuwpoortse vissersvloot verminderde sterk in de jaren zestig van de 20e eeuw. Toen werd de omvang van de vloot sterk gereduceerd, en werd de ruimte in de haven heringericht om de nieuwe hoofdbestemming als jachthaven de nodige groei te bieden.
De vissersvloot bestaat in 2021 uit nog slechts zeven vissersboten, voornamelijk traditionele vissersboten, gebruikt voor de boomkorvisserij. Er is evenwel ook nog een catamaran bij, de N.32 Jolly Jumper uit 2007 die wordt ingezet voor het opvissen van zwerfvuil en de Belgische territoriale wateren van ronddrijvend plastic verlost. De Niewpoortse vissersvloot wordt hieronder met specificaties opgelijst, Het gaat om de volgende schepen:
| Nummer en naam    | Roepnaam | Bouwjaar | Motorvermogen | Lengte  | Breedte | Tonnage | Visvangst                  |
| ----------------- | -------- | -------- | ------------- | ------- | ------- | ------- | -------------------------- |
| N.32 Jolly Jumper | OPBF     | 2007     | 221 kW        | 11,78 m | 5,15 m  | 21 GT   | afvalverwijdering, plastic |
| N.79 Warrior      | OPDA     | 1986     | 300 pk        | 23,82 m | 6,08 m  | 70 GT   | Boomkor- & plankenvisserij |
| N.350 Ingrid      | OPNL     | 1996     | 300 pk        | 23,82 m | 6,09 m  | 104 GT  | Boomkor- & plankenvisserij |
| N.93 Aalscholver  | OPDO     | 1986     | 299 pk        | 21,08 m | 6,08 m  | 67 GT   | Boomkor- & plankenvisserij |
| N.82 Nautilius    | OPDD     | 1997     | 300 pk        | 18,14 m | 5,51 m  | 55 GT   | Boomkor- & plankenvisserij |
| N.86 Rudy         | OPDH     | 2006     | 300 pk        | 20,01 m | 5,57 m  | 57 GT   | Boomkor- & plankenvisserij |
| N.63 Shaun        | OPCK     | 1987     | 300 pk        | 20,04 m | 6,26 m  | 68 GT   | Boomkor- & plankenvisserij |